# نیکولای پتروویچ موروزوف
نیکولای پتروویچ موروزوف (انگلیسی: Nikolai Petrovich Morozov; ۲۵ اوت ۱۹۱۶ – ۱۵ اکتبر ۱۹۸۱) بازیکن و مربی فوتبال اهل اتحاد جماهیر شوروی سوسیالیستی بود.
از باشگاه‌هایی که در آن بازی کرده‌است می‌توان به باشگاه فوتبال اسپارتاک مسکو و باشگاه فوتبال تورپدو مسکو اشاره کرد.